# Алєксєєв Владислав Олексійович
Владисла́́в Олексі́йович Алєксє́єв — майор Збройних сил України.

## З життєпису
Станом на березень 2017-го — начальник відділення технічного обслуговування та ремонту, 156-й зенітний ракетний полк.

## Нагороди
8 серпня 2014 року — за особисту мужність і героїзм, виявлені у захисті державного суверенітету та територіальної цілісності України, вірність військовій присязі під час російсько-української війни, відзначений — нагороджений орденом «За мужність» III ступеня.